# Irská fotbalová reprezentace
Fotbalová reprezentace Irska reprezentuje Irsko na mezinárodních fotbalových akcích, jako je mistrovství světa nebo mistrovství Evropy.

## Mistrovství světa
Seznam zápasů irské fotbalové reprezentace na MS
| Rok    | Účast                                           | Soupisky |
| ------ | ----------------------------------------------- | -------- |
| 1930   | Ne                                              | –        |
| 1934   | Nepostoupili z kvalifikace                      | –        |
| 1938   | Nepostoupili z kvalifikace                      | –        |
| 1950   | Nepostoupili z kvalifikace                      | –        |
| 1954   | Nepostoupili z kvalifikace                      | –        |
| 1958   | Nepostoupili z kvalifikace                      | –        |
| 1962   | Nepostoupili z kvalifikace                      | –        |
| 1966   | Nepostoupili z kvalifikace                      | –        |
| 1970   | Nepostoupili z kvalifikace                      | –        |
| 1974   | Nepostoupili z kvalifikace                      | –        |
| 1978   | Nepostoupili z kvalifikace                      | –        |
| 1982   | Nepostoupili z kvalifikace                      | –        |
| 1986   | Nepostoupili z kvalifikace                      | –        |
| 1990   | Vyřazení ve čtvrtfinále Itálií                  | Soupiska |
| 1994   | Vyřazení v osmifinále Nizozemskem               | Soupiska |
| 1998   | Nepostoupili z kvalifikace                      | –        |
| 2002   | Vyřazení v osmifinále Španělskem                | Soupiska |
| 2006   | Nepostoupili z kvalifikace                      | –        |
| 2010   | Nepostoupili z kvalifikace                      | –        |
| 2014   | Nepostoupili z kvalifikace                      | –        |
| 2018   | Nepostoupili z kvalifikace                      | –        |
| 2022   | Nepostoupili z kvalifikace                      | –        |
| Celkem | Účast – 3× Zlato – 0×, Stříbro – 0×, Bronz – 0× |          |

## Mistrovství Evropy
Seznam zápasů irské fotbalové reprezentace na Mistrovství Evropy
| Rok    | Účast                                           | Soupisky |
| ------ | ----------------------------------------------- | -------- |
| 1960   | Nepostoupili z kvalifikace                      | –        |
| 1964   | Nepostoupili z kvalifikace                      | –        |
| 1968   | Nepostoupili z kvalifikace                      | –        |
| 1972   | Nepostoupili z kvalifikace                      | –        |
| 1976   | Nepostoupili z kvalifikace                      | –        |
| 1980   | Nepostoupili z kvalifikace                      | –        |
| 1984   | Nepostoupili z kvalifikace                      | –        |
| 1988   | Základní skupina                                | Soupiska |
| 1992   | Nepostoupili z kvalifikace                      | –        |
| 1996   | Nepostoupili z kvalifikace                      | –        |
| 2000   | Nepostoupili z kvalifikace                      | –        |
| 2004   | Nepostoupili z kvalifikace                      | –        |
| 2008   | Nepostoupili z kvalifikace                      | –        |
| 2012   | nepostoupili ze skupiny                         | Soupiska |
| 2016   | Vyřazení v osmifinále Francii                   | Soupiska |
| 2020   | Nepostoupili z kvalifikace                      | –        |
| 2024   | Nepostoupili z kvalifikace                      | –        |
| Celkem | Účast – 3× Zlato – 0×, Stříbro – 0×, Bronz – 0× |          |